# 科赫塞斯德斯卡尔
科赫塞斯德斯卡尔，是西班牙卡斯蒂利亚-莱昂巴利亚多利德省的一个市镇。总面积14平方公里，总人口148人（2001年），人口密度11人/平方公里。